# Лиственный (Хабаровский край)
Ли́ственный — посёлок в Верхнебуреинском районе Хабаровского края. Входит в состав Новоургальского городского поселения.

## Население
| 1992 | 2002 | 2010 | 2011 | 2012 | 2021 |
| ---- | ---- | ---- | ---- | ---- | ---- |
| 3700 | ↘72  | ↘0   | →0   | →0   | ↗2   |